# Objets symboliques de l'Égypte antique

## Attributs du pharaon
- Le cartouche : forme oblongue qui protège les noms du pharaon.

### Coiffes
- Le némès : coiffe rayée verticalement avec des pans retombant devant de chaque côte de la tête ;
- Le pschent (Skhemty), ensemble de deux couronnes enchâssées :
  - La couronne blanche (Hedjet) : couronne du sud sous l'égide du dieu Seth,
  - La couronne rouge (Decheret) : couronne du nord sous l'égide du dieu Horus ;
- L'atef : couronne blanche avec de hautes plumes ;
- Le hemhem : diadème formé de trois atefs ;
- Le khépresh : casque bleu.

### Accessoires
- L'uræus : cobra femelle qui protège le roi contre ses ennemis ;
- La barbe postiche : réservée au pharaon (barbe droite) et aux dieux (barbe recourbée) ;
- La queue de taureau : trophée attaché à la ceinture du pharaon pour lui offrir la puissance de l'animal sacré.

### Sceptres
- La crosse (Sceptre héqa) : qui représente sa puissance magique divine, pharaon conduit son peuple comme le berger ;
- Le flagellum ou fléau (Nekhekh) : outil agricole symbole de protection et de fécondité ;
- Le sceptre divin (Ouas) : longue canne à l'extrémité fourchue réservée aux dieux ;
- Le sceptre sekhem : en forme de papyrus, réservé aux dignitaires ;
- La croix ânkh dite « croix de vie ».

## Amulettes
- Le pilier Djed : colonne vertébrale d'Osiris, symbole de stabilité et de résurrection ;
- Le nœud Tyet (ou nœud d'Isis ou sang d'Isis) : symbole d'Isis, toujours rouge car peut-être associé aux menstruations, symbole de fécondité ;
- La colonne Ouadj : colonne papyriforme verte, symbole de fertilité agricole ;
- L'œil oudjat : œil d'Horus soigné par Thot, symbole d'intégrité physique ;
- Le scarabée : symbole de renaissance ;
- Le vautour : hiéroglyphe « mère », symbole de protection ;
- Le collier ousekh : bijou très répandu, qui, sous forme d'amulette aide le mort à se délivrer de ses entraves ;
- Le tête de serpent : très répandue, mais fonction inconnue.